# فهرست مراتب آکادمیک

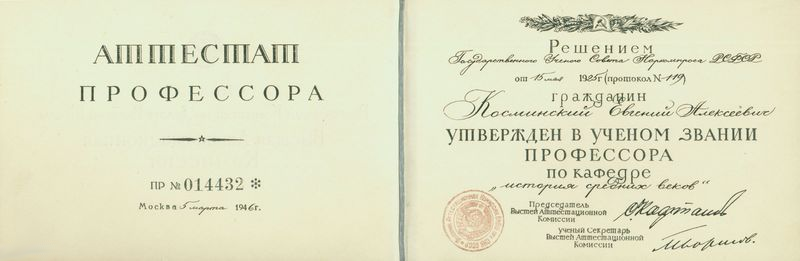
تصویر مرتبه آکادمیکی

مرتبه آکادمیک یا مرتبه علمی درجه علمی دانشمند یا آموزگار حاضر در کالج، دبیرستان، دانشگاه یا بنیاد پژوهشی است. رتبه‌های دانشگاهی نشان‌دهنده اهمیت و قدرت نسبی افراد در دانشگاه است.
مراتب آکادمیک در هر کشور متفاوت است، هیچ سامانه رتبه‌بندی متحدی در سراسر جهان وجود ندارد. از جمله درجه‌های مشترک می‌توان به استاد، دانشیار، استادیار و مدرس اشاره کرد.
در بیشتر موارد، رتبه علمی به‌طور خودکار به محض استخدام فرد در موقعیتی با همین نام به وی تعلق می‌گیرد و او در صورت به پایان رسیدن روابط کاری از آن عنوان محروم می‌شود؛ بنابراین اصطلاح «مرتبه علمی» معمولاً به معنی «موقعیت در دانشگاه» است. با این حال در برخی از کشورها اصطلاحات «موقعیت» و «رتبه علمی» مترادف نیستند. برای نمونه در روسیه امروزی مرتبه‌های استاد و استادیار وجود دارد، در حالی که مجموعه موقعیت‌ها در دانشگاه گسترده‌تر است. رتبه علمی تنها پس از آنکه شخص با موفقیت در یک دوره معین کار کرد، یعنی هنگام ثبت نام، اعطا نمی‌شود و مادام‌العمر حفظ می‌شود.

## در ایران
در نظام آموزش عالی ایران، مراتب علمی اعضای هیئت علمی در یک ساختار سلسله‌مراتبی مشخص تعریف شده‌اند که هر مرتبه، نشان‌دهنده سطحی از تخصص، تجربه، فعالیت علمی، پژوهشی و آموزشی فرد در حوزهٔ دانشگاهی است. این مراتب به‌ترتیب شامل «مربی»، «استادیار»، «دانشیار»، «استاد» و در بالاترین سطح، «استاد ممتاز» هستند. این نظام مشابه با ساختارهای آموزشی رایج در بسیاری از کشورها، از جمله ایالات متحده و کانادا طراحی شده و معیارهای مشخصی برای ارتقاء در آن وجود دارد.
1. «مربی» پایین‌ترین مرتبه در سلسله مراتب علمی هیئت علمی دانشگاه‌ها به‌شمار می‌رود و معمولاً به افرادی اعطا می‌شود که دارای مدرک کارشناسی ارشد یا معادل آن هستند. در این مرتبه، فرد معمولاً به فعالیت‌های آموزشی مشغول است و کمتر در حوزه پژوهش و تولید علم مشارکت می‌کند، هرچند برخی فعالیت‌های پژوهشی نیز می‌توانند در این سطح صورت گیرند. این عنوان در نظام‌های بین‌المللی با عنوان «Instructor» مطابقت دارد و نقطه آغاز مسیر حرفه‌ای دانشگاهی محسوب می‌شود. مربیان معمولاً با کسب مدرک دکتری و انجام فعالیت‌های علمی مؤثر می‌توانند به مرتبه استادیاری ارتقاء یابند.
2. «استادیار» نخستین مرتبه‌ای است که معمولاً به دارندگان مدرک دکتری تخصصی (Ph.D) تعلق می‌گیرد. در این سطح، فرد علاوه بر آموزش دروس تخصصی، موظف به انجام پژوهش، چاپ مقالات علمی، شرکت در کنفرانس‌ها، راهنمایی پایان‌نامه‌ها و شرکت در فعالیت‌های دانشگاهی است. ارتقاء به مرتبه بالاتر نیازمند کسب امتیازهایی در حوزه‌های آموزش، پژوهش، خدمات اجرایی و فرهنگی است. در نظام بین‌المللی، این عنوان معادل «Assistant Professor» است.
3. «دانشیار» مرتبه‌ای بالاتر از استادیار است که نشان‌دهنده رشد قابل‌توجه در زمینه‌های علمی، پژوهشی و آموزشی فرد عضو هیئت علمی است. برای ارتقاء به این مرتبه، فرد باید بر اساس آیین‌نامه ارتقای اعضای هیئت علمی وزارت علوم، تحقیقات و فناوری یا وزارت بهداشت، درمان و آموزش پزشکی، امتیازاتی را در زمینه‌های مختلف کسب کند. از مهم‌ترین شاخص‌های مورد نظر برای این ارتقاء می‌توان به چاپ مقالات علمی در نشریات معتبر داخلی و بین‌المللی، تألیف و ترجمه کتاب، هدایت پایان‌نامه‌های تحصیلات تکمیلی و مشارکت در پروژه‌های پژوهشی اشاره کرد. این مرتبه در سطح بین‌المللی با عنوان «Associate Professor» شناخته می‌شود.
4. «استاد» یا «پروفسور» یکی از بالاترین مراتب علمی در دانشگاه‌ها و مراکز تحقیقاتی است که به اعضای هیئت علمی با سوابق طولانی و برجسته در زمینه‌های علمی، پژوهشی، آموزشی و خدمات دانشگاهی اعطا می‌شود. برای دست‌یافتن به این مرتبه، فرد باید علاوه برداشتن فعالیت‌های علمی گسترده، سابقه مدیریت علمی، ارائه خدمات علمی به جامعه، نوآوری‌های پژوهشی و تربیت دانشجویان متعدد در مقاطع تحصیلات تکمیلی، از نظر اخلاقی و حرفه‌ای نیز واجد شرایط باشد. عنوان «پروفسور» در عرف بین‌المللی معادل «Professor» است و به منزلهٔ اعتبار علمی و اجتماعی بالایی برای فرد محسوب می‌شود.
5. در برخی موارد خاص و با دارا بودن شرایط ویژه، برخی از استادان ممکن است به مرتبهٔ «استاد ممتاز» ارتقاء یابند. این مرتبه بالاترین عنوان علمی در نظام آموزش عالی ایران است و به افرادی تعلق می‌گیرد که در طول دوران فعالیت خود دستاوردهای برجسته‌ای در زمینه پژوهش، آموزش و خدمات علمی و اجتماعی داشته‌اند. اعطای این عنوان معمولاً نیازمند ارزیابی‌های دقیق و تأیید از سوی مراجع بالادستی علمی کشور است.

## در سایر کشورها

### افغانستان
مراتب علمی در افغانستان بر طبق درجه‌بندی وزارت تحصیلات عالی در زیر فهرست شده‌اند. این رتبه‌ها پس از طی مراحل، دوره خدمت و شرایط، توسط وزارت تحصیلات عالی به صورت گام به گام صادر می‌شوند و نام آن‌ها به زبان پشتو است.
1. پوهیالی (استادیار درجهٔ سوم): از نامزد پوهیالی به پوهیالی سپری نمودن یک سال پس از شامل شدن در کادر علمی پوهنزی می‌باشد.
2. نامزد پوهَنیار: از پوهیالی به نامزد پوهنیار یک سمینار یا یک دوره معین را باید سپری کند.
3. پوهَنیار (استادیار درجهٔ دوم): یک دوره معین را باید سپری کند یا کسانی که ماستری (کارشناسی ارشد) بدست بیاورد.
4. پوهَنیار به نامزد پوهَنمَل: رتبه دکترا؛ کسانی که مدرک دکترا خویش را بدست می‌آورند پس از کمیسون وزارت تحصیلات عالی این القاب را حاصل می‌کند. نامبرده باید یک اثر علمی تحریر کند و این اثر از یک کمیته موظف سپری شود.
5. از نامزد پوهَنمل به پوهَنمَل (استادیار درجهٔ یکم): یک سمینار یا یک دوره محدود یک سال را باید سپری کند.
6. از پوهَنمَل به پوهَندوی (دانشیار درجهٔ دوم): یک اثر علمی را تحریر کند و این اثر توسط ۳ نفر پوهاند (پروفسور) مورد تأیید قرار گیرد موصوف سمینار با شرکت استادان و دانشجویان دایر کند. کاندید با به سؤالات جواب مقنع داده باشد و در اخیر از طرف کمیته موظف قبول شود.
7. از پوهَندوی به پوهنوال (دانشیار درجهٔ یکم): یک اثر علمی را تحریر کند و این اثر توسط ۳ نفر پوهاند پس از سپری نمودن موفقانه سمینار قبول شود. در سمینار استادان و محصلین شرکت نمایند. کاندید با به سؤالات جواب درست ارائه کند و در اخیر از طرف کمیته موظف باید مورد تأیید قرار گیرد.
8. از پوهنوال به پوهاند (استاد یا پروفسور): یک اثر علمی را تحریر کند و این اثر توسط ۳ نفر پوهاند پس از سپری نمودن موفقانه سمینار قبول شود. در سمینار استادان و محصلین شرکت نمایند. کاندید با به سؤالات جواب درست ارائه کند و در اخیر از طرف کمیته موظف باید مورد تأیید قرار گیرد.